# Guldtop
Guldtop eller Gulltoppr (norrønt "Gylden man") er en hest i nordisk mytologi, hvor den er blandt asernes heste. Guldtop nævnes blandt flere andre heste i digtene Grímnismál og Nafnaþulur i den Ældre Edda. Ifølge Gylfaginning i Snorri Sturlusons Yngre Edda tilhører hesten guden Hejmdal. Rudolf Simek har fremlagt en teori om at Snorri har tilskrevet hesten til Hejmdal i et forsøg på at systematisere mytologien.